# Női gerelyhajítás a 2005. évi nyári európai ifjúsági olimpiai fesztiválon
A 2005. évi nyári európai ifjúsági olimpiai fesztiválon az atlétikai versenyszámokat Lignano Sabbiadoróban rendezték. A női gerelyhajítás döntőjét július 8.-án rendezték.

## Döntő
| H     | Név                    | Nemzet                | E     | Mj |
| ----- | ---------------------- | --------------------- | ----- | -- |
| Arany | Evelien Dekkers        | Hollandia             | 49.76 |    |
| Ezüst | Raine Kuningas         | Észtország            | 48.31 |    |
| Bronz | Saša Kampic            | Szlovénia             | 47.62 |    |
| 4     | Ilse Struys            | Belgium               | 47.48 |    |
| 5     | Julie Guillemet        | Franciaország         | 46.54 |    |
| 6     | Elisabeth Eberl        | Ausztria              | 45.78 |    |
| 7     | Patricia Pérez         | Spanyolország         | 45.65 |    |
| 8     | Ramona Anghelas Const. | Románia               | 45.34 |    |
| 9     | Eléni Karanika         | Görögország           | 42.24 |    |
| 10    | Sarah Nöh              | Németország           | 42.00 |    |
| 11    | Katsiaryna Arlova      | Fehéroroszország      | 41.92 |    |
| 12    | Márkus Éva             | Magyarország          | 41.74 |    |
| 13    | Lidija Fulajtar        | Szerbia és Montenegró | 41.72 |    |
| 14    | Piritta Kärnä          | Finnország            | 41.65 |    |
| 15    | Viktorija Barviciute   | Litvánia              | 40.95 |    |
| 16    | Maria Teresa Ribeiro   | Portugália            | 36.74 |    |